# 八穀增九
鹿豹座24，又名BD+56 1050，HD 37601、SAO 25333、HR 1941，是鹿豹座的一颗恒星，视星等为6.05，位于銀經155.74，銀緯13.68，其B1900.0坐标为赤經5h 34m 32.7s，赤緯+56° 13.68′ 45″。